# The Lost Bus
The Lost Bus es una próxima película estadounidense de 2025 de drama y supervivencia dirigida por Paul Greengrass, quien coescribió el guion con Brad Ingelsby, basada en el libro de 2021 "Paradise: One Town's Struggle to Survive an American Wildfire" de Lizzie Johnson. Está protagonizada por Matthew McConaughey, América Ferrera, Yul Vázquez y Ashlie Atkinson.
Está previsto que su estreno mundial tenga lugar en el Festival Internacional de Cine de Toronto de 2025 en septiembre de 2025.

## Premisa
Un conductor de autobús debe guiar un autobús que transporta a niños y a su maestro hacia un lugar seguro a través del incendio Camp de 2018, que se convirtió en el incendio más mortal en la historia de California. 

## Reparto
- Matthew McConaughey como Kevin McKay, el conductor del autobús
- América Ferrera como Mary Ludwig, la maestra de escuela.
- Yul Vázquez como Ray Martínez
- Ashlie Atkinson como Ruby
- Spencer Watson como Hopkins
- Danny McCarthy como McKenzie

## Producción
En junio de 2022, Jamie Lee Curtis para Comet Films y Jason Blum para Blumhouse Productions estaban desarrollando la película como productores, una adaptación del libro de Lizzie Johnson Paradise: One Town's Struggle to Survive an American Wildfire .  En enero de 2024, Paul Greengrass fue asignado para dirigir, Matthew McConaughey fue elegido para protagonizar y Apple Inc. entró en conversaciones para distribuir.   En febrero de 2024, América Ferrera se unió al elenco y se confirmó que Apple distribuiría.  En mayo de 2024, Yul Vazquez, Ashlie Atkinson y Spencer Watson se unieron al elenco.  
La fotografía principal comenzó el 1 de abril de 2024 en Ruidoso, Nuevo México . 

## Estreno
El estreno mundial de The Lost Bus está previsto para el Festival Internacional de Cine de Toronto de 2025, en septiembre de 2025.  Su estreno está previsto en cines selectos el 19 de septiembre y en Apple TV+ el 3 de octubre de 2025. 